# Hénin-Beaumont
Hénin-Beaumont is een gemeente in het Franse departement Pas-de-Calais (regio Hauts-de-France). De gemeente telt 25.178 inwoners (1999) en maakt deel uit van het arrondissement Lens. De gemeente ontstond in 1971 door de fusie van de toenmalige gemeente Hénin-Liétard met Beaumont-en-Artois.

## Geschiedenis
Oude vermeldingen van Hénin-Liétard gaan terug tot de 10de eeuw als Hennium, Henninium en Heninium in charters van de Gentse Sint-Pietersabdij. Al in de 11e eeuw was de stad ommuurd. De stadsomwalling telde vijf poorten en de stad werd verder beschermd door grachten gevoed door de beken Eurin en Anovre en door de omliggende moerassen. Na het kanaliseren van de Deule werden de moerassen rond de stad drooggelegd. In de middeleeuwen ontstond in Hénin-Liétard de augustijner abdij van Hénin-Liétard. De abdij werd vernield bij de Franse Revolutie.
Halverwege de 19de eeuw werd steenkool ontdekt in het bekken van Nord-Pas-de-Calais en ook in Hénin-Liétard openden de Compagnie des mines de Dourges en de Compagnie des mines de Drocourt mijnschachten. Het spoorstation van Hénin werd geopend in 1859. De mijnbouw en industrie (metallurgie en twee suikerfabrieken) zorgden voor een sterke bevolkingsgroei en verschillende cités werden opgetrokken. In 1970 sloot de laatste steenkoolmijn.
In 1971 werd de kleinere gemeente Beaumont-en-Artois aangehecht bij de gemeente Hénin-Liétard, die werd hernoemd in Hénin-Beaumont.
Hénin-Beaumont was in maart 2014 de eerste gemeente waar het Front National een absolute meerderheid behaalde. Met 50,6% van de stemmen werd de secretaris-generaal van het FN al in de eerste ronde tot burgemeester gekozen.

## Geografie
De oppervlakte van Hénin-Beaumont bedroeg op 1 januari 2022 20,72 vierkante kilometer; de bevolkingsdichtheid was toen 1.243,4 inwoners per km². Naast de grote kern Hénin-Liétard in het noordwesten van de gemeente, ligt in de gemeente ook Beaumont. Dit dorp ligt op een heuvel, een drietal kilometer ten zuidoosten van Hénin.
De onderstaande kaart toont de ligging van Hénin-Beaumont met de belangrijkste infrastructuur en aangrenzende gemeenten.

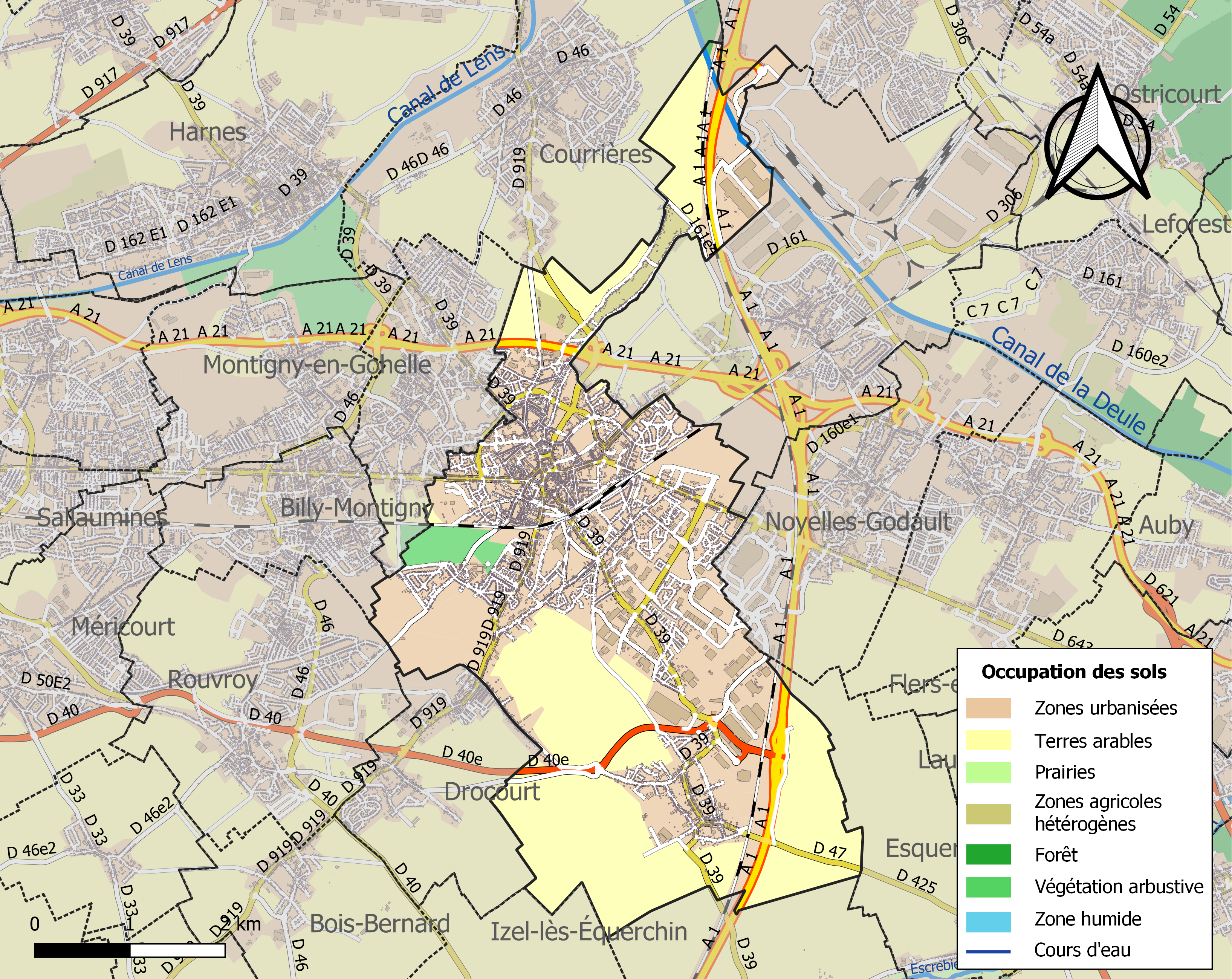

## Bezienswaardigheden
- De Église Saint-Martin van Hénin-Liétard werd gebouwd in 1929, nadat de oude kerk op het eind van de Eerste Wereldoorlog door de terugtrekkende Duitsers was vernield. De kerk werd in 2003 als monument historique geklasseerd.
- De Église Saint-Henri
- De Église Sainte-Marie
- De Église Saint-Martin van Beaumont

## Demografie
Onderstaande figuur toont het verloop van het inwonertal (bron: INSEE-tellingen).

## Verkeer en vervoer
In de gemeente ligt spoorwegstation Hénin-Beaumont.
Door het oosten van de gemeente loopt de autosnelweg A1/E17, die er een op- en afrit heeft. Door het noorden loopt de A21.

## Geboren in Hénin-Beaumont
- Fleury Joseph Crépin (1875-1948), schilder van art brut
- Louane Emera (1996), zangeres en actrice